# 劳工之爱情
劳工之爱情，又名掷果缘，是现存尚可放映的最早的一部中国电影，也是中国现存最早的故事片。该片同时是中国最早的以爱情和自由恋爱为主题的影片，影片由明星电影公司拍摄，由于早期电影均使用易燃的硝基胶片拍摄，同时代摄制的影片除本片外均已不存，因而本片是研究中国早期电影唯一的直接资料，目前该片拷贝收藏于中国电影资料馆。

## 情节介绍
郑木匠和祝郎中都是1920年代初上海弄堂里经营小本生意的市民，由于生意不景气，郑木匠转行为做水果生意的小贩，而祝郎中则始终坚持郎中的职业。
在日常接触中，郑木匠对祝郎中的女儿祝小姐萌生爱慕之情，郑木匠经常将自己摊子上的水果赠与祝小姐，还帮助祝小姐赶走了骚扰她的流氓阿飞，最终博得了祝小姐的好感，两人私定终身。
郑木匠登门向祝郎中提亲，但遭到祝郎中的拒绝，祝郎中认为郑木匠属于贩夫走卒之辈，与他的女儿并不般配，并且提出，谁能够让他经营不景气的诊所红火起来，就把女儿许配给谁。
郑木匠遭到拒绝后回到住处，想出一个办法，他施展自己的木工手艺，在他家楼梯上施以手脚，在楼梯上安装机关，搬动扳机楼梯便会变成滑梯，郑木匠用这个楼梯摔伤了出入楼上俱乐部的赌徒，这些赌徒纷纷来到祝郎中的诊所接受治疗，诊所的生意从此异常红火，祝郎中也履行当初的诺言将女儿许配给郑木匠。

## 主要角色
- 祝小姐：余瑛饰
- 祝郎中：郑正秋饰
- 郑木匠：郑鹧鸪饰

## 文化影响
《劳工之爱情》是明星影业公司在1922年创立之初摄制的四部系列影片之一，其他三部影片分别为《滑稽大王游沪记》、《大闹怪剧场》和《张欣生》。这四部影片均为短剧，情节简单，以滑稽搞笑为影片的主题，但是由于这些影片情节过于简单且脱离生活，加之搞笑情节大多为简单的噱头，且时常出现一些暴力镜头，因而推向市场后并不成功，票房表现均不佳。这些影片的失败直接导致明星影业公司拍摄路线的转变，此后明星的影片较少此类搞笑短剧。
《劳工之爱情》摄制于五四新文化运动之后，一定程度上受到了五四运动的影响，在影片中出现了郑木匠向祝小姐求婚的场面，并且有“你可以和我结婚吗？”的字幕台词出现，这些场景在当时的中国颇为前卫，与父母之名媒妁之言门当户对等传统婚恋观念格格不入，是开中国爱情电影先河之作。
编剧郑正秋在劳工之爱情一剧中展现了他的艺术功底，他以夸张而不失协调的肢体语言生动地刻画了郑木匠、祝郎中和祝小姐三个主要人物。影片人物动作设计简练达意又不失滑稽，拍摄画面流畅场景清晰是早期默片的优秀之作。
明星影业之后，商务印书馆活动影戏部、上海影戏公司、香港光亚公司纷纷仿照《劳工之爱情》等片的模式摄制情节简单的搞笑短剧，先后出炉了大批此类影片，以至1920年代中前期中国出品了大量滑稽短片，此类影片也成为中国早期电影的代表。

## 參看
- 电影目录